# Бурячинський Олександр Миколайович
Бурячинський Олександр Миколайович (нар. 27 квітня 1950, с. Яснобір, Костопільський район Рівненська область) — голова правління ВАТ «Сарненський комбінат хлібопродуктів», народний депутат України ІІ скликання. 

## Життєпис
Народився 27 квітня 1950 року в с. Яснобір на Рівненщині у робітничій родині. Українець.
У 1966–1968 роках працював транспортувальником на Костопільському хлібоприймальному підприємстві. У 1968 році вступив до Одеського механіко-технологічного технікуму Міністерства заготівель УРСР (нині — Механіко-технологічний коледж Одеської національної академії харчових технологій), який закінчив у 1971 році. По закінченню технікуму протягом двох років (1971 — 1973) працював на Рівненському комбінаті хлібопродуктів. Від 1973 року працює вже на керівних посадах на Сарненському комбінаті хлібопродуктів: начальник комбікормового цеху (1973–1979), начальник виробництва (1979 — 1980), головний інженер (грудень 1980 — червень 1987), директор (1987 — 1992). З 1992 року є головою правління ВАТ «Сарненський комбінат хлібопродуктів». 
Протягом 1978 — 1984 років навчався у Московському технологічному інституті, який закінчив у 1984 році та отримав диплом інженера-технолога за спеціалізацією: «Зберігання та технології переробки зерна».
У 1994 році був висунений колективом підприємства кандидатом в народні депутати України по Сарненському виборчому округу № 342. У другому турі виборів здобув перемогу і протягом квітня 1994 — квітня 1998 років — Народний депутат України ІІ скликання. Член Комітету ВРУ з питань фінансів і банківської діяльності. Член групи «Реформи». 
У 1998 році повторно балотувався в народні депутати України, але вже як самовисуванець, по одномандатному виборчому округу № 156.

## Родина
Дружина Зинаїда Петрівна Бурячинська — директор ТД «Хлібодар»; син Ігор — інженер-енергетик ПАТ «Київметробуд»; син Олександр — студент Українського державного інституту харчових технологій.